# Konvergente Mengenfolge
Eine konvergente Mengenfolge ist eine Mengenfolge, für die der Limes superior und der Limes inferior der Mengenfolge übereinstimmen. Konvergente Mengenfolgen treten beispielsweise in der Wahrscheinlichkeitstheorie und der Maßtheorie auf.

## Definition
Gegeben sei eine Mengenfolge {\displaystyle (A_{n})_{n\in \mathbb {N} }} aus einer Grundmenge {\displaystyle \Omega }. Der Limes superior der Mengenfolge
{\displaystyle \limsup _{n\to \infty }A_{n}={\bigcap _{n=1}^{\infty }}\left({\bigcup _{m=n}^{\infty }}A_{m}\right)}
ist die Menge aller Elemente aus {\displaystyle \Omega }, die in unendlich vielen {\displaystyle A_{n}} liegen. Der Limes inferior der Mengenfolge
{\displaystyle \liminf _{n\to \infty }A_{n}={\bigcup _{n=1}^{\infty }}\left({\bigcap _{m=n}^{\infty }}A_{m}\right)}
ist die Menge aller Elemente aus {\displaystyle \Omega }, die in fast allen (d. h. in allen bis auf endlich vielen) {\displaystyle A_{n}} liegen.
Die Mengenfolge heißt dann konvergent, wenn ihr Limes inferior und ihr Limes superior übereinstimmen, also
{\displaystyle \limsup _{n\to \infty }A_{n}=\liminf _{n\to \infty }A_{n}}
ist.
{\displaystyle \lim _{n\to \infty }A_{n}:=\limsup _{n\to \infty }A_{n}=\liminf _{n\to \infty }A_{n}}
heißt dann der Limes der Mengenfolge oder Grenzwert der Mengenfolge. Man sagt dann, dass die Mengenfolge {\displaystyle (A_{n})_{n\in \mathbb {N} }} gegen {\displaystyle \lim _{n\to \infty }A_{n}} konvergiert.

## Beispiele
Als Beispiel betrachten wir die Mengenfolge
{\displaystyle A_{n}:=[0;1{,}5+0{,}5(-1)^{n}]}.
Für beliebiges {\displaystyle n} ist immer
{\displaystyle \bigcap _{m=n}^{\infty }A_{m}=[0;1]{\text{ und }}\bigcup _{m=n}^{\infty }A_{m}=[0;2]}.
Somit ist
{\displaystyle \liminf _{n\to \infty }A_{n}={\bigcup _{n=1}^{\infty }}[0;1]=[0;1]\neq [0;2]={\bigcap _{n=1}^{\infty }}[0;2]=\limsup _{n\to \infty }A_{n}}.
Somit stimmen Limes superior und Limes Inferior nicht überein, die Mengenfolge konvergiert also nicht.

## Konvergenz monotoner Mengenfolgen
Monoton fallende Mengenfolgen, also solche mit {\displaystyle A_{1}\supset A_{2}\supset A_{3}\cdots } und monoton wachsende Mengenfolgen, also solche mit {\displaystyle A_{1}\subset A_{2}\subset A_{3}\cdots }, konvergieren immer. Eine Mengenfolge {\displaystyle (A_{n})_{n\in \mathbb {N} }} konvergiert gegen
{\displaystyle \lim _{n\to \infty }A_{n}=\bigcap _{n=1}^{\infty }A_{n}},
wenn sie monoton fallend ist, und gegen
{\displaystyle \lim _{n\to \infty }A_{n}=\bigcup _{n=1}^{\infty }A_{n}},
wenn sie monoton wachsend ist. Ist {\displaystyle A} der Grenzwert einer monoton fallende Folge, so schreibt man auch {\displaystyle A_{n}\downarrow A}. Ist {\displaystyle A} der Grenzwert einer monoton wachsenden Folge, so schreibt man auch {\displaystyle A_{n}\uparrow A}.